# Er gehört zu mir
Er gehört zu mir ist ein von Marianne Rosenberg interpretierter Schlager aus dem Jahr 1975, der von Joachim Heider und Gregor Rottschalk (als Christian Heilburg) geschrieben wurde.

## Hintergrund und Erfolg
In der deutschen Vorentscheidung Ein Lied für Stockholm des Eurovision Song Contests 1975 erreichte Rosenberg mit dem Titel den zehnten Platz. Eine englische Version unter dem Titel How Can I Go Now? wurde auf demselben Instrumentalplayback produziert, eine spätere englischsprachige Fassung namens He Belongs to Me wurde von dem deutschen Sänger Sin with Sebastian im Duett mit Marianne Rosenberg 1995 aufgenommen.

## Remake
Im Jahr 1988 wurde ein Remake veröffentlicht, Marianne Rosenberg avancierte damit zu einem Star der Schwulenbewegung. In einem Interview der Tageszeitung Die Welt sagte sie dazu:

„Es ging in meinen Liedern oft um Männer, die man nicht bekommt. Und politisch gesehen: 1973 lebten schwule Männer ihre Sehnsüchte nur ausnahmsweise aus. Als ich 16 war, musste mein Produzent mich noch darauf aufmerksam machen. Der hat noch nicht veröffentlichte Stücke von mir in Diskotheken getestet, auch in Schwulenclubs. Der hat das Phänomen entdeckt und die Musik auch darauf hin produziert.“

## Kommerzieller Erfolg

### Chartplatzierungen
Er gehört zu mir stieg erstmals am 28. April 1975 auf Rang 48 der deutschen Singlecharts ein. Seine beste Platzierung erreichte das Lied in der Chartwoche vom 4. August 1975 mit Rang sieben. Das Lied konnte sich 20 Wochen in den deutschen Charts platzieren, zehn davon in den Top 10. Letztmals platzierte sich das Lied in der Chartwoche vom 8. September 1975. Er gehört zu mir avancierte zum 10. Charthit für Rosenberg in Deutschland, es ist ihr vierter Top-10-Hit. 1975 belegte es Rang 39 der deutschen Single-Jahrescharts.
Im Jahr 2004 erschien eine Neuauflage des Titels als Single, diese stieg am 20. Dezember 2004 auf Rang 77 ein, was zugleich die beste Chartnotierung darstellte. Die Neuauflage platzierte sich fünf Wochen in den Top 100, letztmals am 7. Februar 2005. Es avancierte zu ihrem 26. und zugleich letzten Charthit in Deutschland.
| ChartsChartplatzierungen | Höchstplatzierung | Wochen |
| ------------------------ | ----------------- | ------ |
| Deutschland (GfK)        | 7 (20 Wo.)        | 20     |

| ChartsChartplatzierungen | Höchstplatzierung | Wochen |
| ------------------------ | ----------------- | ------ |
| Deutschland (GfK)        | 77 (8 Wo.)        | 8      |

| ChartsJahrescharts (1975) | Platzierung |
| ------------------------- | ----------- |
| Deutschland (GfK)         | 39          |

### Auszeichnungen für Musikverkäufe
| Land/Region        | Auszeichnungen für Musikverkäufe (Land/Region, Auszeichnung, Verkäufe) | Verkäufe |
| ------------------ | ---------------------------------------------------------------------- | -------- |
| Deutschland (BVMI) | Gold                                                                   | 300.000  |
| Insgesamt          | 1× Gold ·                                                              | 300.000  |

## Coverversionen
Das Lied wurde mehrfach als Coverversion veröffentlicht, unter anderem von  Schiller, Cora, der französischen Sängerin Caroline Verdi (C’est lui que je veux, 1976), Dirk Bach (1993), Jeanette Biedermann (1999), Franziska (2011), Ross Antony (2013) und dem schwulen Chor Vielhomonie Rhein-Ruhr in einem motetten-inspirierten Arrangement (2015). Die Bläck Fööss erwähnten es in ihrem Lied Stippeföttche. Es erschien in den Soundtracks der Filme Manta – Der Film (1991) und Sommer vorm Balkon (2005) und fand 1993 Verwendung als Titelmelodie der Fernsehserie Hilfe, meine Familie spinnt.